# Хохлы (Смоленская область)
Хохлы — деревня в Руднянском районе Смоленской области России. Входит в состав Кляриновского сельского поселения. По состоянию на 2007 год постоянного населения не имеет. 
Расположена в западной части области в 31 км к северу от Рудни, в 20 км северо-западнее автодороги Р130 Демидов - Рудня, на берегу реки Сухая Поленица. В 33 км южнее деревни расположена железнодорожная станция Рудня на линии Смоленск — Витебск. 

## История
В годы Великой Отечественной войны деревня была оккупирована гитлеровскими войсками в июле 1941 года, освобождена в октябре 1943 года.